# 海匝地域
海匝地域（かいそうちいき）は、千葉県最東部の銚子市、旭市、匝瑳市を指す地域名。旧海上郡と旧匝瑳郡に由来する呼称で、東総と呼ばれることもある。
地形は肥沃な平地と丘陵であり、東総用水などの大規模な用水事業が行われていることから、米、野菜、花き、養豚、養鶏といった多彩な農業が盛んに行われている。千葉県最大の農業地域となる
沿岸漁業や沖合漁業も盛んであり、沖合には北からの親潮と南からの黒潮がぶつかる日本屈指の漁場がある。この地域の銚子漁港は日本有数の水揚げとなっている。
犬吠埼、屏風ヶ浦を中心とする銚子半島や、九十九里浜沿岸地域は、通年型の観光地、保養地としても人気が高い。
海匝地域に香取郡市（香取市、神崎町、多古町、東庄町）を加えた地域は香取海匝圏域と呼ばれ、二次医療圏に指定されている。